# Mohamed El-Sayed
Mohamed El-Sayed Sami Salah Al-Din Nada Saleh, född den 3 mars 2003 i Kairo, är en egyptisk fäktare som tävlar i värja. Hans bröder Mahmoud El-Sayed och Ahmed El-Sayed är också en fäktare.

## Karriär
Mohamed El-Sayed tog brons i värja vid OS 2024. Han slutade även på åttonde plats i lagtävlingen i värja tillsammans med Mahmoud El-Sayed, Mohamed Yasseen och Mahmoud Mohsen.